# برسکلتوفسکوگو خوزیایستوا
برسکلتوفسکوگو خوزیایستوا (انگلیسی: Bereskletovskogo Khozyaystva) یک شهرک در شهرستان تویمازینسکی استان باشقیرستان کشور روسیه است.